# Czerniowiecka Rada Obwodowa

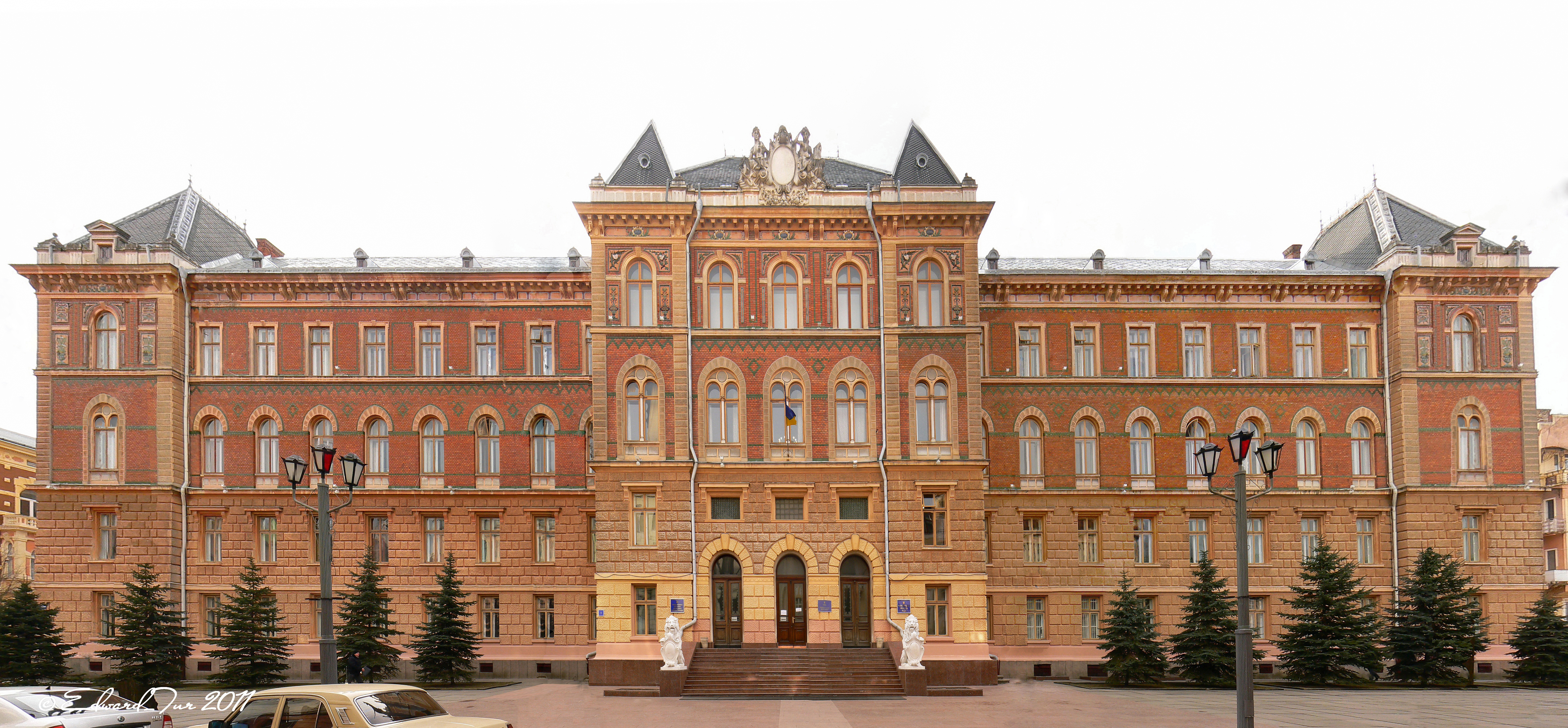
Budynek rady obwodowej

Czerniowiecka Rada Obwodowa (ukr. Чернівецька обласна рада) – organ obwodowego samorządu terytorialnego w obwodzie czerniowieckim Ukrainy, reprezentujący interesy mniejszych samorządów – rad rejonowych, miejskich, osiedlowych i wiejskich, w ramach konstytucji Ukrainy oraz udzielonych przez rady upoważnień. Siedziba Rady znajduje się w Czerniowcach.

## Przewodniczący Rady
- Jewhen Dmitrijew (od kwietnia 1990 do czerwca 1991)
- Iwan Hnatyszyn (od czerwca 1991 do 28 listopada 1996)
- Iwan Szyłepnyćkyj (od 28 listopada 1996 do 20 kwietnia 2002)
- Teofil Bauer (od 20 kwietnia 2002 do 29 sierpnia 2002)
- Ołeksandr Smotr (od 29 sierpnia 2002 do 16 czerwca 2005)
- Ołeksandr Hruszko (od 23 czerwca 2005 do 4 maja 2006)
- Iwan Szyłepnyćkyj (od 4 maja 2006 do 19 listopada 2010)
- Wasyl Watamaniuk (od 19 listopada 2010 do 15 lutego 2011)
- Mychajło Hajnyczeru (od 16 marca 2012)